# تيري بندلتون
تيري بندلتون (بالإنجليزية: Terry Pendleton)‏ هو مدرب كرة القاعدة ‏ أمريكي، ولد في 16 يوليو 1960 في لوس أنجلوس في الولايات المتحدة.

## وصلات خارجية
- تيري بندلتون على موقع دوري كرة القاعدة الرئيسي (الإنجليزية)
- تيري بندلتون على موقعبيزبول رفرنس.كوم (الدوري الرئيسي) (الإنجليزية)
- تيري بندلتون على موقعبيزبول رفرنس.كوم (الدوري الثانوي) (الإنجليزية)
- تيري بندلتون على موقع إي إس بي إن.كوم (أم.أل.بي) (الإنجليزية)
- تيري بندلتون على موقع مشجعي الرسوم البيانية (الإنجليزية)